# Dolichopeza lipophleps
Dolichopeza lipophleps är en tvåvingeart som beskrevs av Alexander 1956. Dolichopeza lipophleps ingår i släktet Dolichopeza och familjen storharkrankar.
Artens utbredningsområde är Uganda. Inga underarter finns listade i Catalogue of Life.